# Saint-Martin-la-Garenne
Saint-Martin-la-Garenne è un comune francese di 947 abitanti situato nel dipartimento degli Yvelines nella regione dell'Île-de-France.

## Storia

### Simboli
Lo stemma comunale riprende il blasone della famiglia de Ver, visibile su una pietra tombale che si trova nella chiesa del paese. Uno dei suoi membri fu signore di Saint-Martin e partecipò a una crociata accompagnando Goffredo di Buglione.

## Società

### Evoluzione demografica
Abitanti censiti